# Scafell Pike
Scafell Pike é a montanha mais alta de Inglaterra, tem uma altitude de 978 metros (3 209 pés) acima do nível do mar, tornando-se a montanha mais alta e proeminente da Inglaterra. A montanha faz parte do maciço de Scafel um vulcão inativo e é uma das Colinas do Sul.

## Topografia
Scafell Pike é uma de uma ferradura de altas colinas, aberta ao sul, cercando a cabeça de Eskdale, Cumbria. Fica no lado oeste do circo, com Scafell ao sul e Great End ao norte. Esta cordilheira forma o divisor de águas entre Eskdale e Wasdale, que fica a oeste.
A definição mais restrita de Scafell Pike começa no colo de Mickledore 831,6 m (2 728 pés) no sul, abrange a ampla área do cume pedregoso e termina na próxima depressão, Broad Crag Col, c. 877,6 m (2 879 pés). Uma visão mais inclusiva abrange mais dois topos: Broad Crag, 935,3 m (3 069 pés) e Ill Crag, 930,9 m (3 054 pés), os dois sendo separados por Ill Crag Col, 882,3 m (2 895 pés). Esta é a posição adotada pela maioria dos guias.   Ao norte de Ill Crag está a depressão mais definida de Calf Cove a 853,4 m (2 800 pés), antes que o cume suba novamente para Great End, 909,5 m (2.984 pés).
Scafell Pike também tem outliers em ambos os lados da cordilheira. Lingmell 807 m (2 648 pés), a noroeste, é invariavelmente considerado como uma queda separada, enquanto Pen, 760 metros (2 490 pés), um cume bem torneado acima do Esk, é normalmente considerado um satélite do Pike. Middleboot Knotts é um outro topo situado nas encostas de Wasdale de Broad Crag, que está listado como um Nuttall.
O planalto áspero do cume é cercado por penhascos por todos os lados, com Pikes Crag e Dropping Crag acima de Wasdale e Rough Crag a leste. Abaixo de Rough Crag and Pen está um outro nível, chamado Dow Crag e Central Pillar nos mapas do Ordnance Survey, embora conhecido como Esk Buttress entre os alpinistas.
Broad Crag Col é a fonte de Little Narrowcove Beck no leste e de Piers Gill no oeste. Este último percorre Lingmell até Wast Water através de uma ravina espetacular, uma das mais impressionantes do Lake District. É perigoso na chuva e traiçoeiro no inverno, pois quando congela cria uma mancha de gelo, com exposição letal caso você escorregue. Vários acidentes e algumas mortes ocorreram em Piers Gill.
Broad Crag é um pequeno topo com sua face principal no oeste e o menor Green Crag olhando para baixo em Little Narrowcove. De Broad Crag, o cume vira brevemente para o leste através de Ill Crag Col e para o cume piramidal bem torneado de Ill Crag. Ill Crag e seus penhascos associados têm vista para Eskdale.
Scafell Pike tem direito ao corpo d'água mais alto da Inglaterra em Broad Crag Tarn, que (confusamente) está em Scafell Pike propriamente dito, e não em Broad Crag. Encontra-se a cerca de 820 m (2 690 pés), um quarto de milha (400 m) ao sul do cume. Foxes Tarn em Scafell é de altura comparável.

### Classificação da montanha
Scafell Pike é um cume de Marilyn, o que o torna automaticamente um HuMP e um TuMP. Scafell Pike é topologicamente incomum porque a linha de contorno de qualificação de Marilyn (150 metros abaixo do cume) passa ao redor de Scafel, que é um HuMP.
A Linha Maquaco de Scafell Pike (linha de contorno de qualificação Marilyn 150 metros abaixo do cume) também inclui três outros cumes TuMP, Broad Crag, Ill Crag e Great End.